# René Karlen
René Karlen (18 aprile 1907 – ...) è stato un cestista svizzero.

## Carriera
Con la Svizzera ha disputato i Campionati europei del 1935 e le Olimpiadi di Berlino 1936.